# Andreas Meinrad von Ow

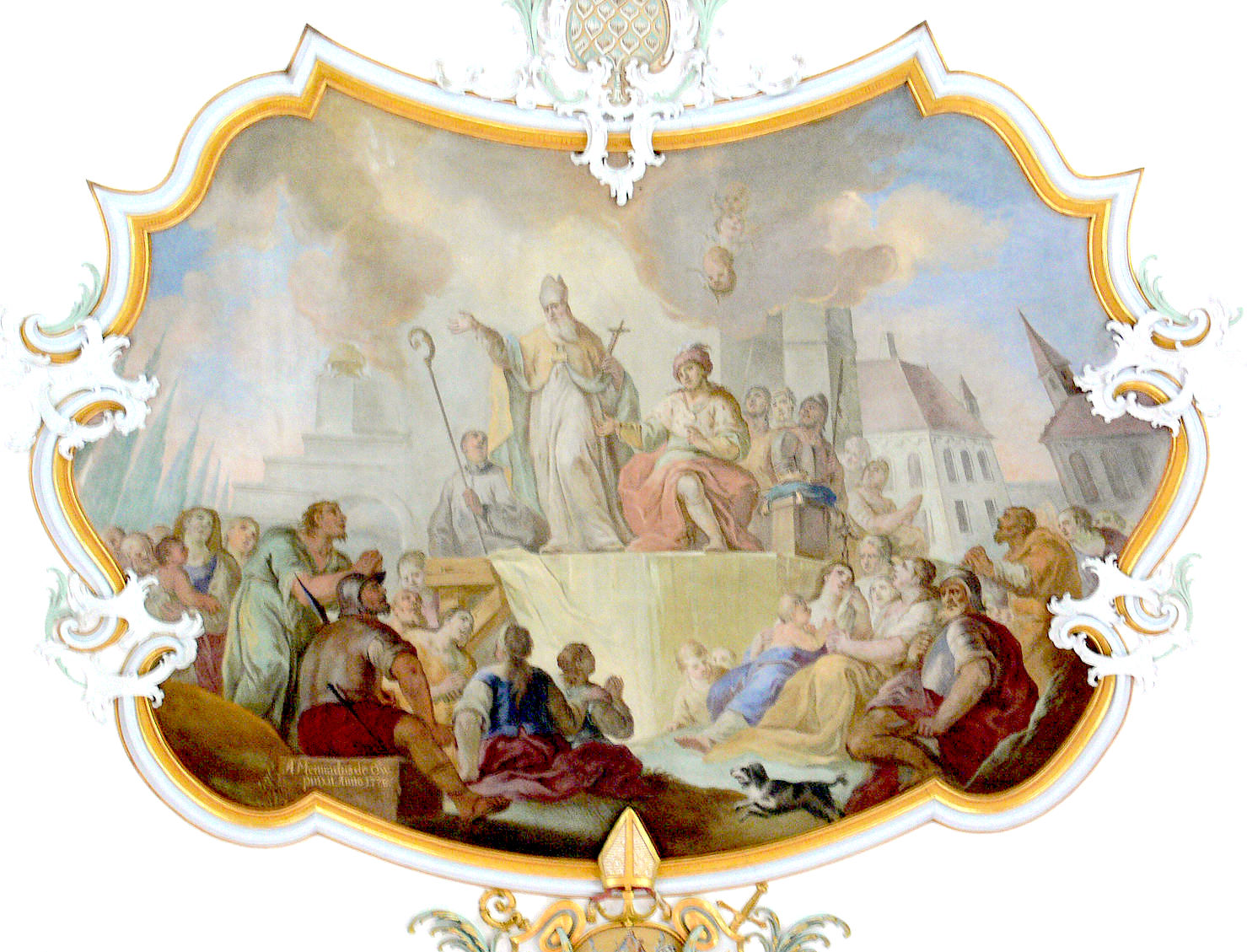
Andreas Meinrad von Ow: Predigt des hl. Oswald, 1778 (Deckengemälde in der Pfarrkirche St. Oswald, Otterswang)

Andreas Meinrad von Ow (* 22. November 1712 in Sigmaringen; † 1. März 1792 ebenda; auch von Aw, von Au oder von Auw) war ein süddeutscher Kirchen- und Freskomaler des ausgehenden Barock. Er wirkte unter Joseph Friedrich von Hohenzollern-Sigmaringen als hohenzollerischer Hofmaler.

## Leben und Wirken
Sein Stiefvater und Lehrer war der Flach- und Dekorationsmaler Veser aus Sigmaringen. Dessen Werke finden sich zum Beispiel in der Kirche Peter und Paul in Benzingen.
Andreas Meinrad von Ows Wirkungsstätten waren vorwiegend Sakralbauten der oberschwäbischen Barockzeit. Er schuf die Malereien in der Kirche St. Oswald in Otterswang, in der Stadtpfarrkirche St. Johann Evangelist in Sigmaringen und in der oberschwäbischen Prämonstratenserabtei Rot. In der Kirche St. Bernhard des Klosters Wald beendete er 1753 das von Johann Melchior Eggmann begonnene Freskenprogramm. In Pfullendorf stammen die Fresken der Wallfahrtskirche Maria Schray und Malereien in der Stadtpfarrkirche St. Jakob ebenfalls von ihm. Des Weiteren wirkte er in Haigerloch in der Wallfahrtskirche St. Anna (Fresken und Grisaillen), der Schlosskirche (Renaissance-Altar und Ausführung der Deckengemälde), in der Kirche St. Martin Meßkirch während der Fürstenberger Residenzzeit (gesamte Deckenausmalung) und am Großbayerhaus in der Unterstadt (Giebelfresken). Die Fresken in den Seitenkapellen der Klosterkirche der ehemaligen Benediktinerabtei mit spätbarockem Münster in Zwiefalten zählen zu seinen Frühwerken.
Werke von ihm finden sich heute ebenfalls in der Staatlichen Graphischen Sammlung München sowie dem Diözesanmuseum des Bistums Rottenburg-Stuttgart.
In Meßkirch, Bad Schussenried und Sigmaringen sind Straßen nach ihm benannt. An seinem Geburtshaus in Sigmaringen, in unmittelbarer Nähe zum Schloss Sigmaringen, befindet sich eine Gedenktafel.

## Literatur

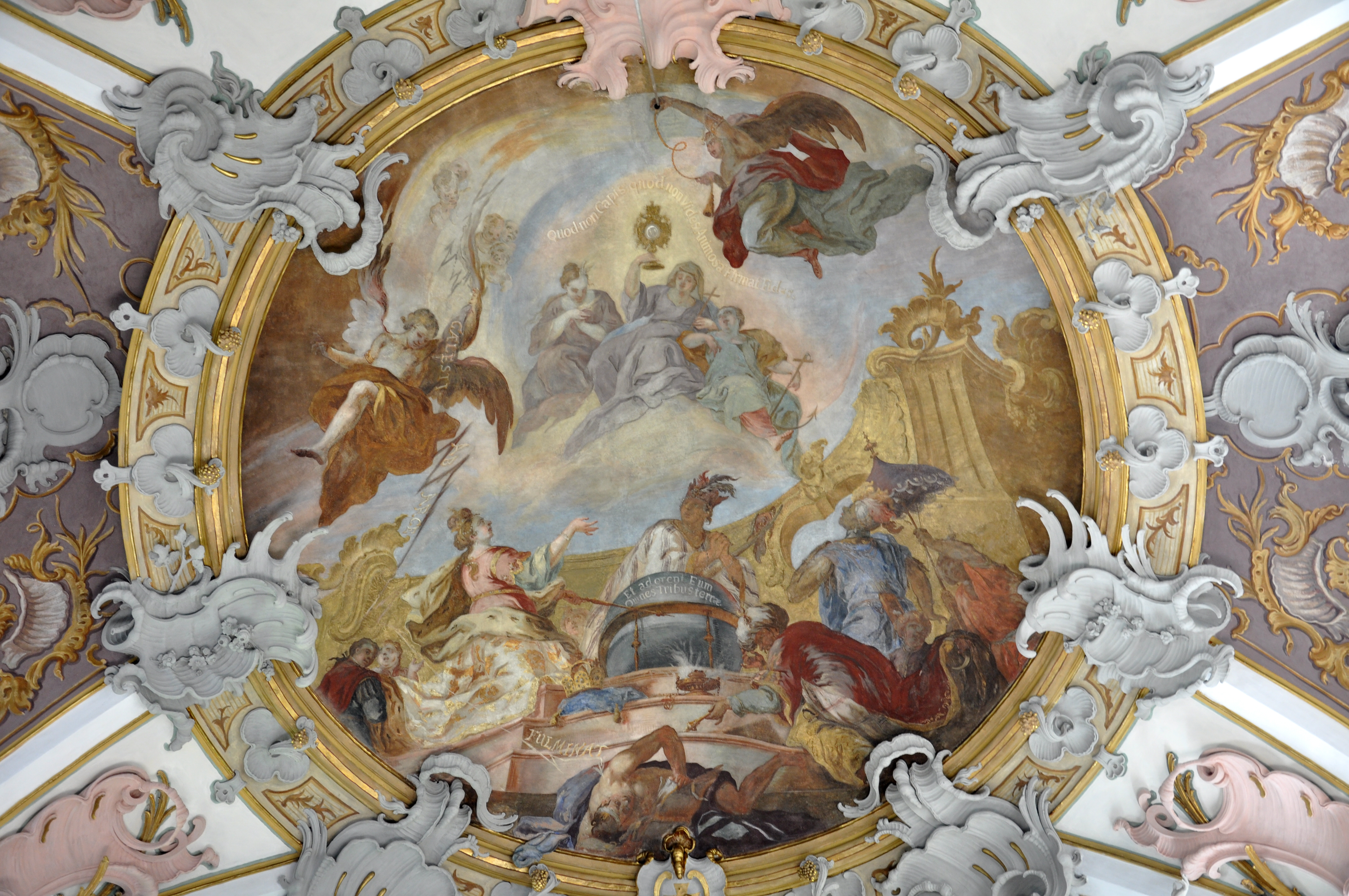
Fresko im Chor in der Klosterkirche in Wald: Die Erdteile beten die hl. Eucharistie an, 1753